# Casa Simó Llauradó
Can Simó Llauradó és un edifici entre mitgeres d'estil modernista del municipi de Sitges (Garraf) inclosa en l'Inventari del Patrimoni Arquitectònic de Catalunya. En l'actualitat acull l'hotel Celimar.

## Descripció
És un edifici entre mitgeres que fa cantonada entre el passeig de la Ribera i el carrer de Sant Pau. És de planta baixa i tres pisos, si bé part de la construcció conserva la seva alçària original de planta i dos pisos. A la planta baixa, molt modificada, hi ha la porta d'accés i diverses finestres. El primer pis consta d'un balcó que fa cantonada amb una única obertura dividida en dues parts per una columna; a banda i banda hi ha balcons amb obertures d'arc conopial. El segon pis té un conjunt de finestres tripartides amb columnetes salomòniques, i el tercer pis, que correspon a una ampliació, presenta obertures d'arc rebaixat emmarcades per una motllura. L'edifici és corona amb una barana esglaonada. Tota la decoració de la façana respon al llenguatge modernista: motllures, vidres del balcó cantoner, trencadís,... La façana està arrebossada amb imitació d'encoixinat.

## Història
Segons consta a l'Arxiu Històric de Sitges, el 15-6-1908, el matrimoni Simó Llauradó Clarà i Josepa Planas Catasús van demanar permís a l'Ajuntament per enderrocar una casa que hi havia al passeig de la Ribera, 18-19, a fi de bastir la que existeix actualment, al número 20 del passeig de la Ribera, cantonada amb el carrer Sant Pau. Els plànols signats pel mestre d'obres Gaietà Miret i Reventós, van ser aprovats el 16-6-1908. Originalment de planta baixa i dos pisos, una reforma del 1956 de Josep Maria Martino i Arroyo li afegí un pis en l'estil del projecte original. El projecte d'aquesta ampliació el va fer l'arquitecte Josep Maria Martino Arroyo, que va respectar la composició modernista de l'edifici original.